# Romanus Pontifex
A bula Romanus Pontifex foi uma bula pontifícia emitida pelo papa Nicolau V para o rei Afonso V de Portugal, datada de 8 de janeiro de 1455. Neste documento, e na sequência da anterior bula Dum diversas de 1452, o papa reconhecia ao reino de Portugal, seu rei e sucessores, o seguinte:
- A propriedade exclusiva de todas as ilhas, terras, portos e mares conquistados nas regiões que se estendem "desde o cabo Bojador e cabo Não (actual cabo Chaunar), ao longo de toda a Guiné e mais além, a sul.";[1]

- O direito de continuar as conquistas contra muçulmanos e pagãos[2] nesses territórios;

- O direito de comerciar com os habitantes dos territórios conquistados e por conquistar, excepto os produtos tradicionalmente proibidos aos "infiéis": ferramentas de ferro, madeira para construção, cordas, navios e armaduras.

Esta bula foi confirmada pelo papa seguinte (Calisto III), em 1456 (bula Inter cætera)[carece de fontes?] e por Sixto IV em 1481 (bula Æterni regis).
O documento recolhe também o relato oficial da Coroa de Portugal sobre as suas descobertas no "Mar Oceano" na primeira metade do século XV. Começa por referir à conquista de Ceuta pelo rei D. João I de Portugal, na qual o Infante D. Henrique lutara contra os "infiéis", povoara algumas ilhas desabitadas e convertera ao cristianismo alguns habitantes de outras ilhas. Para além disso, afirma que os portugueses continuaram navegando quase todos os anos nas suas caravelas em expedições em direcção das "costas do sul e leste", em territórios nos quais jamais se havia navegado, pelo menos em tempos conhecidos, em busca dos "Índios de quem se diz que veneram o nome de Cristo" ("Indos", como eram chamados os povos indianos e asiáticos). Também menciona o objectivo de subjugar e converter ao cristianismo os povos pagãos não islamizados que se encontravam nestas rotas.
De acordo com a bula, passado algum tempo os portugueses haviam chegado à Guiné, onde ocuparam várias ilhas e portos, e descobriram a foz de um grande rio. Durante anos haviam guerreado com os habitantes da região até conquistarem várias ilhas nas proximidades. De lá, trouxeram para Portugal escravos "guineenses e negros, alguns capturados pela força e outros através de comércio/contrato lícito". Por fim, ao rei de Portugal e ao infante era concedido o monopólio do comércio em toda a região, emitindo licenças para comércio ou para pescar mediante o pagamento de um imposto.